# Carlo Gerosa (sciatore)
Carlo Gerosa (Seriate, 30 novembre 1964) è un ex sciatore alpino italiano.

## Biografia

### Carriera sciistica
Originario di Scanzorosciate e specialista dello slalom speciale, dopo aver ottenuto grandi risultati in Nazionale B, debuttò in campo internazionale ai Mondiali juniores di Auron 1982; nell'estate dello stesso anno rimase ferito nell'incidente stradale in Nuova Zelanda che costò la vita a quattro membri della nazionale di sci italiana fra cui il gigantista Bruno Nöckler e l'allenatore Ilario Pegorari. Fece parte dal 1984 al 1995 della nazionale maggiore; in Coppa del Mondo ottenne il primo risultato di rilievo il 2 dicembre 1984 a Sestriere (13º in slalom speciale) e in carriera concluse trenta gare tra i primi trenta, ottenendo come migliori piazzamenti tre quinti posti.
Disputò i XVI Giochi olimpici invernali di Calgary 1988 (26º nel supergigante, 17º nello slalom gigante, non concluse lo slalom speciale) e i XVII di  Albertville 1992 (11º nello slalom speciale) e prese per l'ultima volta il via in Coppa del Mondo il 6 febbraio del 1994 a Garmisch-Partenkirchen in slalom speciale (27º); si ritirò al termine della stagione 1994-1995 e la sua ultima gara fu uno slalom speciale FIS disputato il 7 aprile a Courmayeur. Non prese parte a rassegne iridate.

### Altre attività
Dopo il ritiro dalle competizioni lavorò come commentatore televisivo per Telemontecarlo al fianco di Bruno Gattai e Andrea Prandi, in seguito per le reti Mediaset al fianco di Guido Meda.

## Palmarès

### Coppa del Mondo
- Miglior piazzamento in classifica generale: 33º nel 1992

### Coppa Europa
- Miglior piazzamento in classifica generale: 4º nel 1986
- Vincitore della classifica di slalom speciale nel 1986

### Campionati italiani
- 2 medaglie[2][3][4][5][6]
  - 1 argento (slalom speciale nel 1992)
  - 1 bronzo (slalom speciale nel 1991)